# ۱۲۹۱ (خورشیدی)
۱۲۹۱ هزار و دویست و نود و یکمین سال هجری خورشیدی است.

## زادگان
- ۲۱ خرداد - محمدحسن گنجی، استاد جغرافیای ایرانی، پدر جغرافیای نوین و هواشناسی ایران
- ۲۷ خرداد - مهندس جعفر شریف‌امامی، سیاستمدار و از نخست وزیران ایران در اواخر دورهٔ پهلوی
- ۲۳ تیر - صبار فرمانفرمائیان، پزشک و سیاستمدار ایرانی، وزیر بهداری دولت محمد مصدق و رئیس انستیتو پاستور ایران
- تیرماه: مظفر بقایی کرمانی، فعال سیاسی و از بنیانگذاران جبهه ملی ایران
- ۱۵ مرداد - جواد معروفی، آهنگساز و نوازنده برجسته پیانو
- ۱ بهمن - تقی ظهوری، بازیگر
- ۲۸ بهمن - مجید وفادار، آهنگساز و نوازنده ویولن
- هوشنگ سارنگ، بازیگر
- عباسعلی خلعتبری، سیاستمدار
- اسکندر آزموده، سپهبد و از نظامیان ارشد ایران در دوره پهلوی

## درگذشتگان
- یپرم‌خان:از رهبران نظامی ارمنی‌تبار در انقلاب مشروطیت ایران
- دوست محمد معيرالممالك : از رجال قاجار و داماد ناصرالدین‌شاه قاجار .